# 臺南市教育產業工會
臺南市教育產業工會係以原臺南縣教師會和臺南市教師會會員為基礎共同組成，在100年5月1日在永康國中成立大會。目前會員人數超過八千人。

### 歷任理事長
| 任 次  | 姓 名  | 任 期     |
| 第一任 | 許又仁 | 100-101年 |
| 第二任 | 許又仁 | 101-104年 |
| 第三任 | 侯俊良 | 104-107年 |